# Grand Prix La Marseillaise 2015
La 36e édition du Grand Prix La Marseillaise a eu lieu le 1er février 2015. La course fait partie du calendrier UCI Europe Tour 2015 en catégorie 1.1. C'est également la première épreuve de la Coupe de France de cyclisme sur route 2015 et une des premières courses de l'UCI Europe Tour 2015.
L'épreuve a été remportée au sprint par le Néerlandais Pim Ligthart (Lotto-Soudal) devant le vainqueur de l'année précédente le Belge Kenneth Vanbilsen (Cofidis) et un autre Belge Antoine Demoitié (Wallonie-Bruxelles).
Le Français Steven Tronet (Auber 93) termine quant à lui meilleur grimpeur de l'épreuve tandis que l'Italien Simone Antonini (Wanty-Groupe Gobert) finit meilleur jeune.

## Présentation

### Parcours
Long de 139,7 km, le parcours est raccourci d'une dizaine de kilomètres par rapport aux années précédentes puisque le col de l'Espigoulier sera monté par Auriol et non par Le Sambuc. Au départ d'Allauch la course commence en légère montée vers Le Terme et traverse par la suite le massif de la Sainte-Baume. À 80 km de l'arrivée intervient le col du Pas de la Couelle (7,3 km à 4,3 %) également surnommée le petit Galibier, avant une descente vers le pied du col de l'Espigoulier. Celui-ci, long de 14 km à 4,6 %, sera le point culminant de la course, avec son sommet situé à 55 km de la ligne finale, et sera suivi d'une longue descente vers Gémenos. S'en suivra les ascensions de la côte des Bastides (3,4 km à 2,8 %) et du col de la Gineste (5 km à 4,5 %) situés respectivement à 30 km et 10 km de l'arrivée. Celle-ci sera tracée après une descente de quelques kilomètres et une longue ligne droite ou sera jugée l'arrivée devant le stade Vélodrome sur le boulevard Michelet de Marseille,,.

### Équipes
Classé en catégorie 1.1 de l'UCI Europe Tour, le Grand Prix d'ouverture La Marseillaise est par conséquent ouvert aux WorldTeams dans la limite de 50 % des équipes participantes, aux équipes continentales professionnelles, aux équipes continentales et aux équipes nationales.
Dix-huit équipes participent à ce Grand Prix d'ouverture La Marseillaise - trois WorldTeams, huit équipes continentales professionnelles et sept équipes continentales :
| UCI WorldTeams   | UCI WorldTeams | UCI WorldTeams |
| Nom de l'équipe  | Pays           | Code           |
| ---------------- | -------------- | -------------- |
| AG2R La Mondiale | France         | ALM            |
| FDJ              | France         | FDJ            |
| Lotto-Soudal     | Belgique       | LTS            |

| Équipes continentales professionnelles | Équipes continentales professionnelles | Équipes continentales professionnelles |
| Nom de l'équipe                        | Pays                                   | Code                                   |
| -------------------------------------- | -------------------------------------- | -------------------------------------- |
| Bretagne-Séché Environnement           | France                                 | BSE                                    |
| Caja Rural-Seguros RGA                 | Espagne                                | CJR                                    |
| CCC Sprandi Polkowice                  | Pologne                                | CCC                                    |
| Cofidis                                | France                                 | COF                                    |
| Colombia                               | Colombie                               | COL                                    |
| Europcar                               | France                                 | EUC                                    |
| Topsport Vlaanderen-Baloise            | Belgique                               | TSV                                    |
| Wanty-Groupe Gobert                    | Belgique                               | WGG                                    |

| Équipes continentales   | Équipes continentales | Équipes continentales |
| Nom de l'équipe         | Pays                  | Code                  |
| ----------------------- | --------------------- | --------------------- |
| An Post-ChainReaction   | Irlande               | SKT                   |
| Armée de Terre          | France                | ADT                   |
| Auber 93                | France                | AUB                   |
| Marseille 13 KTM        | France                | M13                   |
| Roubaix Lille Métropole | France                | RLM                   |
| Veranclassic-Ekoï       | Belgique              | VER                   |
| Wallonie-Bruxelles      | Belgique              | WBC                   |

### Règlement de la course

#### Primes
Les vingt prix sont attribués suivant le barème de l'UCI,. Le total général des prix distribués est de 14 477 €.
| Position | 1er     | 2e      | 3e      | 4e    | 5e    | 6e    | 7e    | 8e    | 9e    | 10e à 20e |
| Prix     | 5 785 € | 2 895 € | 1 445 € | 715 € | 580 € | 433 € | 433 € | 287 € | 287 € | 147 €     |

## Classements

### Classement final
Le Néerlandais Pim Ligthart (Lotto-Soudal) remporte la course.
| Classement final | Classement final    | Classement final | Classement final             | Classement final   |
|                  | Coureur             | Pays             | Équipe                       | Temps              |
| ---------------- | ------------------- | ---------------- | ---------------------------- | ------------------ |
| 1er              | Pim Ligthart        | Pays-Bas         | Lotto-Soudal                 | en 3 h 39 min 33 s |
| 2e               | Kenneth Vanbilsen   | Belgique         | Cofidis                      | m.t                |
| 3e               | Antoine Demoitié    | Belgique         | Wallonie-Bruxelles           | m.t                |
| 4e               | Baptiste Planckaert | Belgique         | Roubaix Lille Métropole      | m.t                |
| 5e               | Jonathan Hivert     | France           | Bretagne-Séché Environnement | m.t                |
| 6e               | Marco Marcato       | Italie           | Wanty-Groupe Gobert          | m.t                |
| 7e               | Edward Theuns       | Belgique         | Topsport Vlaanderen-Baloise  | m.t                |
| 8e               | Maxime Renault      | France           | Auber 93                     | m.t                |
| 9e               | Benjamin Giraud     | France           | Marseille 13 KTM             | m.t                |
| 10e              | Amets Txurruka      | Espagne          | Caja Rural-Seguros RGA       | m.t                |
| modifier         |                     |                  |                              |                    |

### Classements annexes
| Classement de la montagne | Classement de la montagne | Classement de la montagne | Classement de la montagne | Classement de la montagne |
| ------------------------- | ------------------------- | ------------------------- | ------------------------- | ------------------------- |
|                           | Coureur                   | Pays                      | Équipe                    | Point(s)                  |
| 1er                       | Steven Tronet             | France                    | Auber 93                  | 18 points                 |
| 2e                        | Frederik Veuchelen        | Belgique                  | Wanty-Groupe Gobert       | 12 pts                    |
| 3e                        | Thomas Vaubourzeix        | France                    | Veranclassic-Ekoï         | 6 pts                     |
| modifier                  |                           |                           |                           |                           |

| Classement du meilleur jeune | Classement du meilleur jeune | Classement du meilleur jeune | Classement du meilleur jeune | Classement du meilleur jeune |
|                              | Coureur                      | Pays                         | Équipe                       | Temps                        |
| ---------------------------- | ---------------------------- | ---------------------------- | ---------------------------- | ---------------------------- |
| 1er                          | Simone Antonini              | Italie                       | Wanty-Groupe Gobert          | en 3 h 39 min 33 s           |
| 2e                           | Xandro Meurisse              | Belgique                     | An Post-ChainReaction        | m.t                          |
| 3e                           | Christophe Laporte           | France                       | Cofidis                      | m.t                          |
| modifier                     |                              |                              |                              |                              |

### UCI Europe Tour
Ce Grand Prix d'ouverture La Marseillaise attribue des points pour l'UCI Europe Tour 2015, par équipes seulement aux coureurs des équipes continentales professionnelles et continentales, individuellement à tous les coureurs sauf ceux faisant partie d'une équipe ayant un label WorldTeam.
| Position,          | 1er | 2e | 3e | 4e | 5e | 6e | 7e | 8e | 9e | 10e | 11e | 12e |
| Classement général | 80  | 56 | 32 | 24 | 20 | 16 | 12 | 8  | 7  | 6   | 5   | 3   |

| Cycliste            | Équipe                       | Points |
| ------------------- | ---------------------------- | ------ |
| Kenneth Vanbilsen   | Cofidis                      | 56     |
| Antoine Demoitié    | Wallonie-Bruxelles           | 32     |
| Baptiste Planckaert | Roubaix Lille Métropole      | 24     |
| Jonathan Hivert     | Bretagne-Séché Environnement | 20     |
| Marco Marcato       | Wanty-Groupe Gobert          | 16     |
| Edward Theuns       | Topsport Vlaanderen-Baloise  | 12     |
| Maxime Renault      | Auber 93                     | 8      |
| Benjamin Giraud     | Marseille 13 KTM             | 7      |
| Amets Txurruka      | Caja Rural-Seguros RGA       | 6      |
| Maxime Vantomme     | Roubaix Lille Métropole      | 5      |
| Anthony Maldonado   | Auber 93                     | 3      |

## Liste des participants
- Liste de départ complète

| Légende | Légende                                                                              | Légende | Légende                                                    |
| ------- | ------------------------------------------------------------------------------------ | ------- | ---------------------------------------------------------- |
| Num     | Dossard de départ porté par le coureur sur ce Grand Prix d'ouverture La Marseillaise | Pos     | Position à l'arrivée de la course                          |
|         | Indique un maillot de champion national ou mondial, suivi de sa spécialité           | NP      | Indique un coureur qui n'a pas pris le départ de la course |
| AB      | Indique un coureur qui n'a pas terminé la course                                     | HD      | Indique un coureur qui a terminé la course hors des délais |

| Cofidis COF                          | Cofidis COF               | Cofidis COF |
| ------------------------------------ | ------------------------- | ----------- |
| Num                                  | Coureur                   | Pos         |
| 1                                    | Kenneth Vanbilsen (BEL)   | 2e          |
| 2                                    | Gert Jõeäär (EST)         | 64e         |
| 3                                    | Christophe Laporte (FRA)  | 29e         |
| 4                                    | Cyril Lemoine (FRA)       | 81e         |
| 5                                    | Rudy Molard (FRA)         | 66e         |
| 6                                    | Stéphane Rossetto (FRA)   | 54e         |
| 7                                    | Anthony Turgis (FRA)      | 118e        |
| 8                                    | Michael Van Staeyen (BEL) | AB          |
| Directeur sportif : Jean-Luc Jonrond |                           |             |

| FDJ                             | FDJ                     | FDJ  |
| ------------------------------- | ----------------------- | ---- |
| Num                             | Coureur                 | Pos  |
| 11                              | Arnaud Courteille (FRA) | 87e  |
| 12                              | Kenny Elissonde (FRA)   | 39e  |
| 13                              | Anthony Geslin (FRA)    | 115e |
| 14                              | Thibaut Pinot (FRA)     | 73e  |
| 15                              | Kévin Réza (FRA)        | 24e  |
| 16                              | Anthony Roux (FRA)      | 51e  |
| 17                              | Benoît Vaugrenard (FRA) | 119e |
| 18                              | Arthur Vichot (FRA)     | 70e  |
| Directeur sportif : Yvon Madiot |                         |      |

| Auber 93 AUB                         | Auber 93 AUB              | Auber 93 AUB |
| ------------------------------------ | ------------------------- | ------------ |
| Num                                  | Coureur                   | Pos          |
| 21                                   | Flavien Dassonville (FRA) | 69e          |
| 22                                   | Pierre Gouault (FRA)      | 112e         |
| 23                                   | Julien Guay (FRA)         | 50e          |
| 24                                   | Alo Jakin (EST) (Route)   | 45e          |
| 25                                   | Anthony Maldonado (FRA)   | 12e          |
| 26                                   | Maxime Renault (FRA)      | 8e           |
| 27                                   | Steven Tronet (FRA)       | 57e          |
| 28                                   | Théo Vimpère (FRA)        | 76e          |
| Directeur sportif : Stéphane Javalet |                           |              |

| Roubaix Lille Métropole RLM         | Roubaix Lille Métropole RLM | Roubaix Lille Métropole RLM |
| ----------------------------------- | --------------------------- | --------------------------- |
| Num                                 | Coureur                     | Pos                         |
| 31                                  | Julien Antomarchi (FRA)     | 95e                         |
| 32                                  | Rudy Barbier (FRA)          | 103e                        |
| 33                                  | Jimmy Turgis (FRA)          | 33e                         |
| 34                                  | Thomas Damuseau (FRA)       | 22e                         |
| 35                                  | Timothy Dupont (BEL)        | AB                          |
| 36                                  | Maxime Vantomme (BEL)       | 11e                         |
| 37                                  | Romain Pillon (FRA)         | AB                          |
| 38                                  | Baptiste Planckaert (BEL)   | 4e                          |
| Directeur sportif : Gilles Pauchard |                             |                             |

| Marseille 13 KTM M13                  | Marseille 13 KTM M13       | Marseille 13 KTM M13 |
| ------------------------------------- | -------------------------- | -------------------- |
| Num                                   | Coureur                    | Pos                  |
| 41                                    | Clément Saint-Martin (FRA) | 79e                  |
| 42                                    | Benjamin Giraud (FRA)      | 9e                   |
| 43                                    | Julien Loubet (FRA)        | 41e                  |
| 44                                    | Alexandre Blain (FRA)      | 111e                 |
| 45                                    | Julien El Fares (FRA)      | 26e                  |
| 46                                    | Yoann Paillot (FRA)        | 35e                  |
| 47                                    | Evaldas Šiškevičius (LTU)  | 84e                  |
| 48                                    | Rémy Di Grégorio (FRA)     | 28e                  |
| Directeur sportif : Frédéric Rostaing |                            |                      |

| Bretagne-Séché Environnement BSE    | Bretagne-Séché Environnement BSE | Bretagne-Séché Environnement BSE |
| ----------------------------------- | -------------------------------- | -------------------------------- |
| Num                                 | Coureur                          | Pos                              |
| 51                                  | Jean-Marc Bideau (FRA)           | 125e                             |
| 52                                  | Matthieu Boulo (FRA)             | 92e                              |
| 53                                  | Romain Feillu (FRA)              | 100e                             |
| 54                                  | Jonathan Hivert (FRA)            | 5e                               |
| 55                                  | Florian Vachon (FRA)             | 36e                              |
| 56                                  | Anthony Delaplace (FRA)          | 19e                              |
| 57                                  | Benoît Jarrier (FRA)             | 15e                              |
| 58                                  | Kévin Ledanois (FRA)             | 53e                              |
| Directeur sportif : Emmanuel Hubert |                                  |                                  |

| Europcar EUC                       | Europcar EUC              | Europcar EUC |
| ---------------------------------- | ------------------------- | ------------ |
| Num                                | Coureur                   | Pos          |
| 61                                 | Giovanni Bernaudeau (FRA) | 59e          |
| 62                                 | Jérôme Cousin (FRA)       | 75e          |
| 63                                 | Antoine Duchesne (CAN)    | AB           |
| 64                                 | Cyril Gautier (FRA)       | 55e          |
| 65                                 | Yohann Gène (FRA)         | AB           |
| 66                                 | Romain Guillemois (FRA)   | 80e          |
| 67                                 | Pierre Rolland (FRA)      | 52e          |
| 68                                 |                           |              |
| Directeur sportif : Ismaël Mottier |                           |              |

| AG2R La Mondiale ALM                 | AG2R La Mondiale ALM  | AG2R La Mondiale ALM |
| ------------------------------------ | --------------------- | -------------------- |
| Num                                  | Coureur               | Pos                  |
| 71                                   | Romain Bardet (FRA)   | 37e                  |
| 72                                   | Hubert Dupont (FRA)   | 60e                  |
| 73                                   | Mikaël Cherel (FRA)   | 49e                  |
| 74                                   | Maxime Daniel (FRA)   | 110e                 |
| 75                                   | Alexis Gougeard (FRA) | AB                   |
| 76                                   | Pierre Latour (FRA)   | 58e                  |
| 77                                   | Lloyd Mondory (FRA)   | 113e                 |
| 78                                   | Hugo Houle (CAN)      | 98e                  |
| Directeur sportif : Stéphane Goubert |                       |                      |

| Armée de Terre ADT                      | Armée de Terre ADT   | Armée de Terre ADT |
| --------------------------------------- | -------------------- | ------------------ |
| Num                                     | Coureur              | Pos                |
| 81                                      | Yann Guyot (FRA)     | 32e                |
| 82                                      | Benoît Sinner (FRA)  | 104e               |
| 83                                      | Julien Duval (FRA)   | 94e                |
| 84                                      | Romain Combaud (FRA) | 30e                |
| 85                                      | Jérôme Mainard (FRA) | 109e               |
| 86                                      | Jimmy Raibaud (FRA)  | 83e                |
| 87                                      | Yoann Barbas (FRA)   | 93e                |
| 88                                      | Quentin Pacher (FRA) | 31e                |
| Directeur sportif : David Lima da Costa |                      |                    |

| Caja Rural-Seguros RGA CJR             | Caja Rural-Seguros RGA CJR | Caja Rural-Seguros RGA CJR |
| -------------------------------------- | -------------------------- | -------------------------- |
| Num                                    | Coureur                    | Pos                        |
| 91                                     | Miguel Ángel Benito (ESP)  | 124e                       |
| 92                                     | Carlos Barbero (ESP)       | 18e                        |
| 93                                     | Peio Bilbao (ESP)          | 16e                        |
| 94                                     | Ángel Madrazo (ESP)        | 99e                        |
| 95                                     | Fabricio Ferrari (URU)     | 82e                        |
| 96                                     | Omar Fraile (ESP)          | 85e                        |
| 97                                     | Fernando Grijalba (ESP)    | 34e                        |
| 98                                     | Amets Txurruka (ESP)       | 10e                        |
| Directeur sportif : Eugenio Goikoetxea |                            |                            |

| Lotto-Soudal LTS                | Lotto-Soudal LTS         | Lotto-Soudal LTS |
| ------------------------------- | ------------------------ | ---------------- |
| Num                             | Coureur                  | Pos              |
| 101                             | Sander Armée (BEL)       | 38e              |
| 102                             | Kris Boeckmans (BEL)     | 122e             |
| 103                             | Vegard Breen (NOR)       | 78e              |
| 104                             | Tony Gallopin (FRA)      | 71e              |
| 105                             | Pim Ligthart (NED)       | 1er              |
| 106                             | Maxime Monfort (BEL)     | 62e              |
| 107                             | Tosh Van der Sande (BEL) | 97e              |
| 108                             | Sean De Bie (BEL)        | 74e              |
| Directeur sportif : Mario Aerts |                          |                  |

| Topsport Vlaanderen-Baloise TSV       | Topsport Vlaanderen-Baloise TSV | Topsport Vlaanderen-Baloise TSV |
| ------------------------------------- | ------------------------------- | ------------------------------- |
| Num                                   | Coureur                         | Pos                             |
| 111                                   | Floris De Tier (BEL)            | 68e                             |
| 112                                   | Pieter Jacobs (BEL)             | 67e                             |
| 113                                   | Oliver Naesen (BEL)             | 120e                            |
| 114                                   | Edward Theuns (BEL)             | 7e                              |
| 115                                   | Eliot Lietaer (BEL)             | 123e                            |
| 116                                   | Pieter Vanspeybrouck (BEL)      | 20e                             |
| 117                                   | Bert Van Lerberghe (BEL)        | 121e                            |
| 118                                   | Arthur Vanoverberghe (BEL)      | 21e                             |
| Directeur sportif : Walter Planckaert |                                 |                                 |

| Colombia COL                        | Colombia COL             | Colombia COL |
| ----------------------------------- | ------------------------ | ------------ |
| Num                                 | Coureur                  | Pos          |
| 121                                 | Edwin Ávila (COL)        | 14e          |
| 122                                 | Camilo Castiblanco (COL) | 101e         |
| 123                                 | Brayan Ramírez (COL)     | 56e          |
| 124                                 | Leonardo Duque (COL)     | 86e          |
| 125                                 | Sebastián Molano (COL)   | 105e         |
| 126                                 | Walter Pedraza (COL)     | 23e          |
| 127                                 | Carlos Ramírez (COL)     | 96e          |
| 128                                 | Carlos Quintero (COL)    | 63e          |
| Directeur sportif : Valerio Tebaldi |                          |              |

| Veranclassic-Ekoï VER               | Veranclassic-Ekoï VER           | Veranclassic-Ekoï VER |
| ----------------------------------- | ------------------------------- | --------------------- |
| Num                                 | Coureur                         | Pos                   |
| 131                                 | Sébastien Rosseler (BEL)        | AB                    |
| 132                                 | Edwig Cammaerts (BEL)           | AB                    |
| 133                                 | Robin Stenuit (BEL)             | AB                    |
| 134                                 | Justin Jules (FRA)              | AB                    |
| 135                                 | Serge Dewortelaer (BEL)         | 91e                   |
| 136                                 | Thomas Vaubourzeix (FRA)        | 72e                   |
| 137                                 | Francesco Van Coppernolle (BEL) | AB                    |
| 138                                 | Gorik Gardeyn (BEL)             | AB                    |
| Directeur sportif : Willy Teirlinck |                                 |                       |

| Wanty-Groupe Gobert WGG                      | Wanty-Groupe Gobert WGG  | Wanty-Groupe Gobert WGG |
| -------------------------------------------- | ------------------------ | ----------------------- |
| Num                                          | Coureur                  | Pos                     |
| 141                                          | Simone Antonini (ITA)    | 13e                     |
| 142                                          | Frederik Backaert (BEL)  | 46e                     |
| 143                                          | Roy Jans (BEL)           | AB                      |
| 144                                          | Björn Leukemans (BEL)    | 44e                     |
| 145                                          | Marco Marcato (ITA)      | 6e                      |
| 146                                          | Boris Dron (BEL)         | 77e                     |
| 147                                          | Kévin Van Melsen (BEL)   | 107e                    |
| 148                                          | Frederik Veuchelen (BEL) | 65e                     |
| Directeur sportif : Hilaire Van der Schueren |                          |                         |

| An Post-ChainReaction SKT         | An Post-ChainReaction SKT         | An Post-ChainReaction SKT |
| --------------------------------- | --------------------------------- | ------------------------- |
| Num                               | Coureur                           | Pos                       |
| 151                               | Alexander Maes (BEL)              | AB                        |
| 152                               | Paulius Šiškevičius (LTU) (Route) | 90e                       |
| 153                               | Eoin McCarthy (IRL)               | AB                        |
| 154                               | Xandro Meurisse (BEL)             | 25e                       |
| 155                               | Ryan Mullen (IRL) (Route)         | 108e                      |
| 156                               | Alistair Slater (GBR)             | 117e                      |
| 157                               | Conor Dunne (IRL)                 | 40e                       |
| 158                               | Jens Vandenbogaerde (BEL)         | 106e                      |
| Directeur sportif : Niko Eeckhout |                                   |                           |

| CCC Sprandi Polkowice CCC            | CCC Sprandi Polkowice CCC      | CCC Sprandi Polkowice CCC |
| ------------------------------------ | ------------------------------ | ------------------------- |
| Num                                  | Coureur                        | Pos                       |
| 161                                  | Tomasz Kiendyś (POL)           | 17e                       |
| 162                                  | Adrian Honkisz (POL)           | 48e                       |
| 163                                  | Nikolay Mihaylov (BUL) (Route) | 89e                       |
| 164                                  | Davide Rebellin (ITA)          | 47e                       |
| 165                                  | Marek Rutkiewicz (POL)         | AB                        |
| 166                                  | Branislau Samoilau (BLR)       | 102e                      |
| 167                                  | Stefan Schumacher (GER)        | AB                        |
| 168                                  | Mateusz Taciak (POL)           | 116e                      |
| Directeur sportif : Robert Krajewski |                                |                           |

| Wallonie-Bruxelles WBC                | Wallonie-Bruxelles WBC   | Wallonie-Bruxelles WBC |
| ------------------------------------- | ------------------------ | ---------------------- |
| Num                                   | Coureur                  | Pos                    |
| 171                                   | Sébastien Delfosse (BEL) | 42e                    |
| 172                                   | Kevyn Ista (BEL)         | 27e                    |
| 173                                   | Grégory Habeaux (BEL)    | 114e                   |
| 174                                   | Antoine Warnier (BEL)    | 88e                    |
| 175                                   | Thomas Wertz (BEL)       | AB                     |
| 176                                   | Tom Dernies (BEL)        | 43e                    |
| 177                                   | Olivier Chevalier (BEL)  | 61e                    |
| 178                                   | Antoine Demoitié (BEL)   | 3e                     |
| Directeur sportif : Frédéric Amorison |                          |                        |